# The Unthinking Majority
The Unthinking Majority är den amerikanske musikern Serj Tankians debutsingel och den släpptes i augusti 2007 (singeln är en så kallad promosingel). "The Unthinking Majority" släpptes från Tankians debutalbum Elect the Dead och det är en proteslåt mot Irakkriget.
Tankians egna kommenter runt låten lyder:
| ”              | 'The Unthinking Majority' är en låt som jag var tvungen att släppa nu, innan jag släpper mitt album eller en singel, för att göra ett yttrande om katastrofen över vår fallerande demokrati. Denna låt är olik de andra låtarna på albumet och är tänkt att inspirera till en samlad aktion. | „ |
| – Serj Tankian | |   |

Musikvideon, som är regisserad av Tawd B. Dorenfeld, släpptes den 3 augusti 2007 och är mestadels gjord i stop motion. Den visar leksakssoldater som försöker ta över så mycket olja som möjligt, i en (för dem) främmande miljö. Detta tolkas som att USA:s invasion av Irak enbart var för att få tillgång till Iraks oljeresurser.

## Låtlista
Alla låtar är skrivna och komponerade av Serj Tankian, om inte annat anges. 
| Nr | Titel                   | Längd |
| -- | ----------------------- | ----- |
| 1. | The Unthinking Majority | 3:46  |